# 가보이
가보이(Gavoi)는 이탈리아 사르데냐 중부에 있는 코무네로, 누오로도에 속하며 바르바자 자연 지역에 위치해 있다. 구사나호를 내려다보고 있다.

## 역사

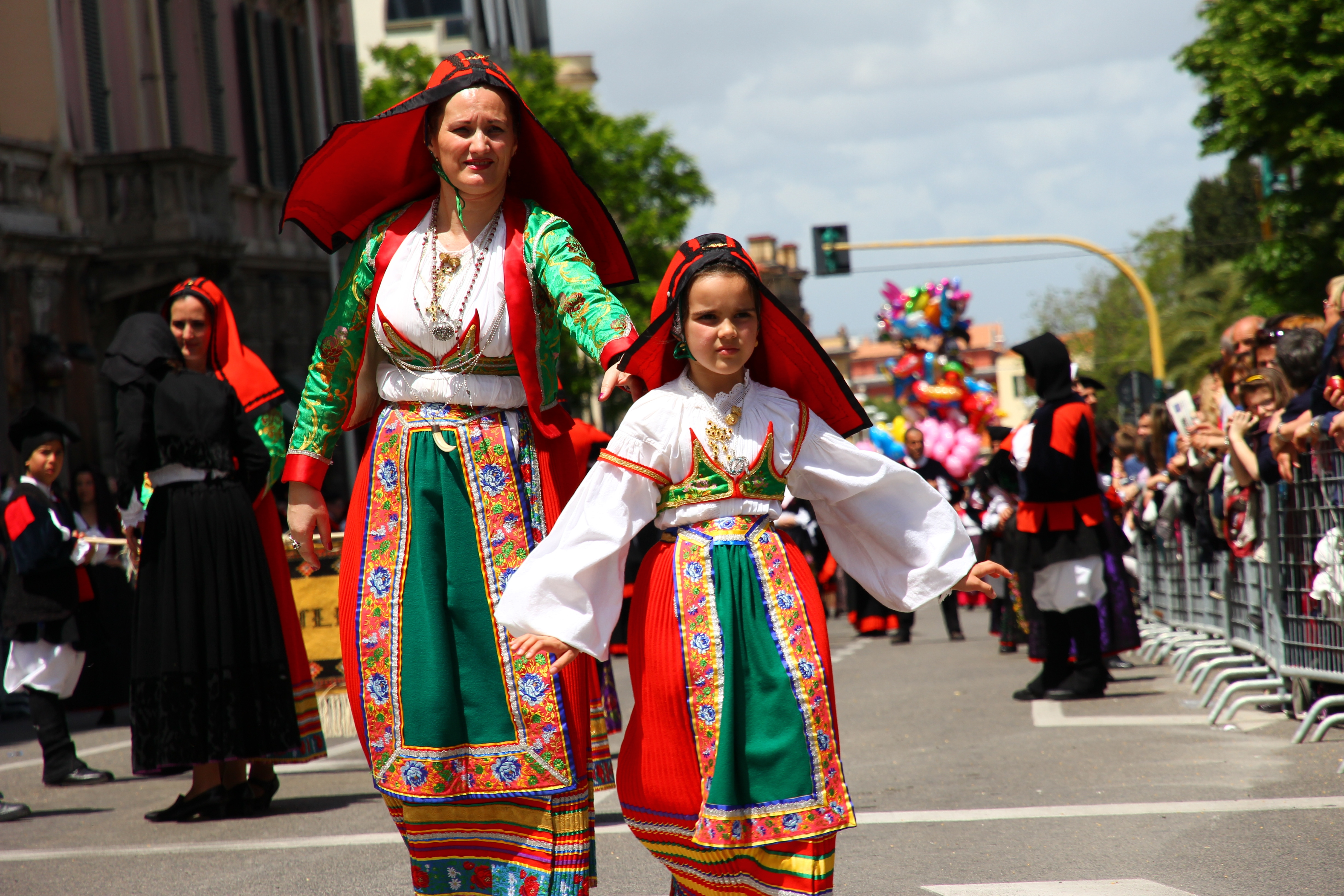
전통 의상

가보이 지역은 선누라게 시대부터 사람이 살았다. 중세 동안 로마 쿠리아에 세금을 납부하는 마을 목록에 여러 번 언급되었다.
가보이는 18세기에 페스트의 피해를 입었다.

## 주요 명소

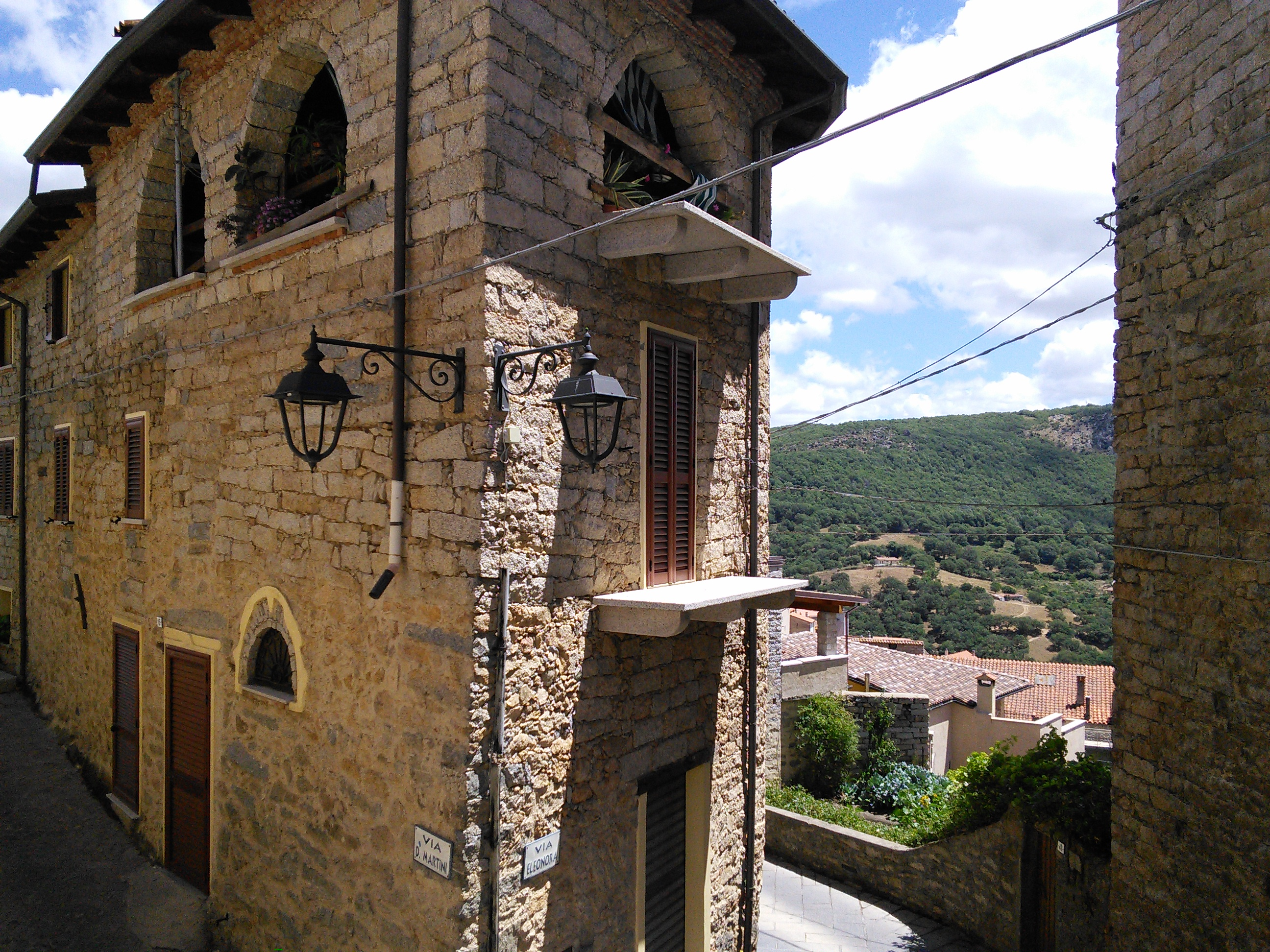
전형적인 화강암 돌집이 있는 마을의 모습

로마 산 가비노 교회는 가보이의 가장 중요한 성지이며, 마을에는 여덟 개의 다른 고대 교회가 있다. 마을 중심부에는 발코니가 있는 암석 집들이 있으며, "안타나 에 카르초나"라는 이름의 마을 분수대가 있다.
호수 근처에는 오르루이와 폰니의 산 미켈레 고고학 지역이 있다. 로마 다리는 호수 아래에 잠겨 있다.

## 경제
산악 관광은 수입원 중 하나이다. 농업 생산품으로는 감자와 치즈가 있으며 (이 마을은 피오레 사르도로 유명하다).

## 전통과 문화
"툼바리누"는 양가죽으로, 드물게는 개나 당나귀 가죽으로 만든 전통 북이다. 툼바리누는 종종 전통 목동 피리인 피피올루와 함께 연주된다. "발루 툰두"는 발칸반도 지역과 마찬가지로 원을 그리며 추는 전통 춤이다. 즉흥적인 운율 대회가 주어지는 주제에 맞춰 열리는 등 시를 존중한다.
근처의 마돈나 디트리아 성역에서는 시에나의 팔리오와 매우 유사한 독특한 말 경주인 팔리오가 열린다.